# 広瀬城 (飛騨国)
広瀬城（ひろせじょう）、または田中城（たなかじょう）は、岐阜県高山市国府町大字名張･大字瓜巣にあった日本の城。城跡は1970年（昭和45年）8月11日付けで岐阜県指定史跡に指定されている。

## 概要
高堂城が所在する山脈稜線の東端に築かれた広瀬氏の山城である。『飛州志』では「田中城」として挙げられ「旧称広瀬ノ城卜云フ。広瀬宗城家臣田中与左衛門守之」と記している。
特徴的な遺構としては、主郭西側の大堀切、西の郭の周辺の見られる畝状空堀がある。特に畝状空堀は明瞭な形で現存しており、観察しやすい。また、この畝状空堀は、城の北側と尾根の西面とにだけ掘られており、防御すべき正面を意識した配置となっている。なお、当城の大手道の傍らには、田中筑前守の墓碑が残る。
広瀬氏が天正11年（1583年）に三木自綱（姉小路頼綱）に敗れた後は高堂城と共に三木氏の拠点となったが、その三木氏も天正13年（1585年）に金森長近に敗れた。

## 城主
- 広瀬常登入道
- 広瀬美作入道徳静
- 広瀬左近将監利治
- 広瀬山城守宗域
- 広瀬兵庫頭宗直

### 一族･郎党
- 広瀬介之進
- 広瀬織部
- 田中予三左エ門（城代）
- 田中与一
- 磯村長十郎